# Empire (tijdschrift Zuid-Afrika)
Empire was een Zuid-Afrikaans tijdschrift, dat elke maand werd uitgegeven tussen december 2007
en oktober 2008.
Het bevatte media en entertainment, medische zorg en culturele artikelen.